# شيم إيون-كيونغ
شيم إيون-كيونغ (هانغل: 심은경) هي ممثلة كورية جنوبية، ولدت في 31 مايو 1994 في سول في كوريا الجنوبية.

## أعمال

### أفلام
- المدينة الصناعية

## وصلات خارجية
- شيم إيون-كيونغ على موقع IMDb (الإنجليزية)
- شيم إيون-كيونغ على موقع ألو سيني (الفرنسية)
- شيم إيون-كيونغ على موقع أول موفي (الإنجليزية)
- شيم إيون-كيونغ على موقع قاعدة بيانات الفيلم (الإنجليزية)
- شيم إيون-كيونغ على موقع كينوبويسك (الروسية)